# Чедомир Рајичић
Чедомир Рајичић (Шабац, 4. јул 1960), познатији као Чеда Чворак, српски је композитор и музичар. Он је такође оснивач музичке групе "Луна".
Није требало много да започне са певачком каријером, а после основање групе Луна, коју је основао крајем 1996. године, започео је професионалну каријеру.
Само две године после, Луна издаје и први ЦД  са песмом "Само своја". Песма је сама по себи имала огроман успех, а следећа песма "Не остављај ме" , и по свим анкетама била је проглашена за песму године.У том времену је Чеда добијао награде као најбољи композитор, а његова група Луна је била проглашена за највеће музичко остварење. Уследиле су награде за дует "Melco" и награда за "Медијско лице године" Треће место је освојио на "Сунчаним скалама", познатом фестивалу , али са песмом "Само једну ноћ". Певачицу Мају Марковић је после наследила (променила) Кристина Чанковић, са којом је снимио један ЦД. Убрзо Кристина напушта групу, а замењују је певачице Зејна Муркић, и Лидија Јаџић. Са овом поставом, Чеда остварује велике успехе и многе хитове. Један од хитова јесте песма "Паника", које певају Зејна и Лидија у дуету. Чеда је чест гост у дијаспори, а радо је виђен и по домаћим клубовима. крајем 2014. је своју велику колекцију награда обогатио наградом Београдски победник.